# Primera División (Chile) 2003 Clausura
Die Clausura der Primera División 2003, auch unter dem Namen Campeonato Nacional Clausura Copa Banco del Estado 2003 bekannt, war die 74. Spielzeit der Primera División, der höchsten Spielklasse im Fußball in Chile. Beginn der Saison war der 21. Juli und sie endete am 21. Dezember.
Die Saison wurde wie bereits 1997 und im Vorjahr in zwei eigenständige Halbjahresmeisterschaften, der Apertura und Clausura, unterteilt.
Die Meisterschaft gewann das Team von CD Cobreloa. Für den Klub war es der insgesamt 7. Meisterschaftstitel, der bereits über die Apertura für die Copa Libertadores 2004 qualifiziert war. Neben dem Meister qualifizierte sich auch der Zweitplatzierte CSD Colo-Colo qualifizierte sich auch Universidad de Concepción als punktbestes Team der Tabelle.
Durch die Aufstockung der Liga auf 18 Teams gibt es in dieser Saison keine Absteiger.

## Modus
Die 16 Teams spielen einmalig jeder gegen jeden. Aufgegliedert in vier Gruppen à 4 Teams kommen die besten zwei Teams jeder Gruppe in die Playoff-Runde. Dazu kommen die 3 besten Gruppendritten sowie der Sieger aus dem Playoff-Spiel zwischen dem letzten Gruppendritten und dem besten Gruppenvierten. Die Höhe des Erfolgs spielt keine Rolle, sondern entscheidend ist die höhere Punktzahl in den beiden Duellen. Sollte diese identisch sein, entscheidet eine Verlängerung mit Golden Goal und gegebenenfalls ein Elfmeterschießen über das Weiterkommen. Die sechs Sieger qualifizieren für das Viertelfinale, komplettiert durch die beiden knappsten Verlierer. Auch ab dem Viertelfinale gilt nur die höhere Punktzahl als Entscheidungskriterium, ehe Verlängerung und Elfmeterschießen folgen. Meister ist das Team, das sich in den Finalspielen durchsetzt. Bei Unentschieden nach 90 Minuten geht es in die Verlängerung und gegebenenfalls ins Elfmeterschießen. Durch die Aufstockung der Liga auf 18 Teams gibt es in dieser Saison keine Absteiger. Für die Copa Libertadores qualifizieren sich der Meister der Apertura, der Meister der Clausura und das beste Team der aggregierten Tabelle.

## Teilnehmer
Die Absteiger der Vorsaison CD Santiago Morning und Deportes Concepción wurden durch die Aufsteiger Deportes Puerto Montt und Universidad de Concepción in der Apertura ersetzt. Folgende Vereine nahmen daher an der Meisterschaft 2003 teil:
| Mannschaft                | Stadt             |
| ------------------------- | ----------------- |
| Audax Italiano            | Santiago de Chile |
| CD Cobreloa               | Calama            |
| CD Cobresal               | El Salvador       |
| CSD Colo-Colo             | Santiago de Chile |
| Coquimbo Unido            | Coquimbo          |
| Deportes Puerto Montt     | Puerto Montt      |
| Deportes Temuco           | Temuco            |
| CD Huachipato             | Talcahuano        |
| CD Palestino              | Santiago de Chile |
| Rangers de Talca          | Talca             |
| Santiago Wanderers        | Valparaíso        |
| Universidad Católica      | Santiago de Chile |
| Universidad de Chile      | Santiago de Chile |
| Universidad de Concepción | Concepción        |
| Unión Española            | Santiago de Chile |
| Unión San Felipe          | San Felipe        |

## Ligaphase

### Gruppe A
| Pl. | Verein               | Sp. | S | U | N  | Tore    | Diff. | Punkte |
| --- | -------------------- | --- | - | - | -- | ------- | ----- | ------ |
| 1.  | Universidad de Chile | 15  | 7 | 2 | 6  | 028:210 | +7    | 23     |
| 2.  | CD Cobreloa (M)      | 15  | 6 | 4 | 5  | 030:240 | +6    | 22     |
| 3.  | CD Huachipato        | 15  | 6 | 2 | 7  | 030:330 | −3    | 20     |
| 4.  | Deportes Temuco      | 15  | 3 | 1 | 11 | 018:380 | −20   | 10     |

### Gruppe B
| Pl. | Verein             | Sp. | S | U | N | Tore    | Diff. | Punkte |
| --- | ------------------ | --- | - | - | - | ------- | ----- | ------ |
| 1.  | CSD Colo-Colo      | 15  | 9 | 5 | 1 | 039:190 | +20   | 32     |
| 2.  | Santiago Wanderers | 15  | 7 | 6 | 2 | 027:220 | +5    | 27     |
| 3.  | CD Palestino       | 15  | 8 | 2 | 5 | 035:280 | +7    | 26     |
| 4.  | Audax Italiano     | 15  | 5 | 2 | 8 | 015:220 | −7    | 17     |

### Gruppe C
| Pl. | Verein                    | Sp. | S | U | N  | Tore    | Diff. | Punkte |
| --- | ------------------------- | --- | - | - | -- | ------- | ----- | ------ |
| 1.  | Unión Española            | 15  | 9 | 4 | 2  | 036:220 | +14   | 31     |
| 2.  | Universidad Católica      | 15  | 6 | 2 | 7  | 022:240 | −2    | 20     |
| 3.  | Deportes Puerto Montt (N) | 15  | 5 | 0 | 10 | 023:340 | −11   | 15     |
| 4.  | Coquimbo Unido            | 15  | 2 | 3 | 10 | 015:270 | −12   | 09     |

### Gruppe D
| Pl.                                | Verein                        | Sp. | S | U | N | Tore    | Diff. | Punkte |
| ---------------------------------- | ----------------------------- | --- | - | - | - | ------- | ----- | ------ |
| 1.                                 | Universidad de Concepción (N) | 15  | 9 | 5 | 1 | 035:150 | +20   | 32     |
| 2.                                 | CD Cobresal                   | 15  | 6 | 4 | 5 | 029:260 | +3    | 22     |
| 3.                                 | Rangers de Talca              | 15  | 6 | 1 | 8 | 020:380 | −18   | 19     |
| 4.                                 | Unión San Felipe (a)          | 15  | 3 | 3 | 9 | 022:330 | −11   | 09     |
| Quelle: rsssf.org, Stand: Endstand |                               |     |   |   |   |         |       |        |

| (M) | Vorjahresmeister |
| (N) | Aufsteiger       |

## Entscheidungsspiel um die Teilnahme zur Finalrunde
|                       | Ergebnis |                |
| --------------------- | -------- | -------------- |
| Deportes Puerto Montt | 1:1      | Audax Italiano |

Mit dem Unentschieden qualifiziert sich das punktbessere Team der Ligaphase, Audax Italiano, für die Finalrunde.

## Finalrunde

### Playoff-Runde
|                      | Punkte          |                           | Hinspiel | Rückspiel | Entscheidung |
| -------------------- | --------------- | ------------------------- | -------- | --------- | ------------ |
| Rangers de Talca     | 1:4             | Universidad de Concepción | 2:2      | 1:3       | —            |
| CD Cobreloa          | 6:0             | Universidad de Chile      | 3:2      | 3:1       | —            |
| Audax Italiano       | 1:4             | CSD Colo-Colo             | 1:1      | 0:4       | —            |
| CD Huachipato        | 0:6             | Unión Española            | 1:2      | 2:3       | —            |
| Universidad Católica | 3:3 (4:2 i. E.) | Santiago Wanderers        | 4:1      | 1:2       | 0:0          |
| CD Cobresal          | 2:2             | CD Palestino              | 0:0      | 1:1       | 1:0 n. GG    |

Santiago Wanderers und CD Palestino qualifizieren sich als beste Verlierer für das Viertelfinale.

### Viertelfinale
|                      | Punkte          |                           | Hinspiel | Rückspiel | Entscheidung |
| -------------------- | --------------- | ------------------------- | -------- | --------- | ------------ |
| CD Cobreloa          | 6:0             | Unión Española            | 4:1      | 4:2       | —            |
| CD Cobresal          | 3:3             | Universidad de Concepción | 2:1      | 1:5       | 1:0 n. GG    |
| Universidad Católica | 1:4             | CSD Colo-Colo             | 1:2      | 0:0       | —            |
| CD Palestino         | 2:2 (2:4 i. E.) | Santiago Wanderers        | 1:1      | 1:1       | 0:0          |

### Halbfinale
|             | Punkte |                    | Hinspiel | Rückspiel |
| ----------- | ------ | ------------------ | -------- | --------- |
| CD Cobresal | 1:4    | CSD Colo-Colo      | 1:1      | 0:2       |
| CD Cobreloa | 4:1    | Santiago Wanderers | 2:0      | 0:0       |

### Finale
Das Hinspiel fand am 17., das Rückspiel am 21. Dezember statt.
|             | Punkte |               | Hinspiel | Rückspiel |
| ----------- | ------ | ------------- | -------- | --------- |
| CD Cobreloa | 4:1    | CSD Colo-Colo | 2:2      | 2:1       |

## Beste Torschützen
| Rang | Spieler            | Klub                    | Tore |
| ---- | ------------------ | ----------------------- | ---- |
| 1    | Gustavo Biscayzacú | Unión Española          | 21   |
| 2    | José Villanueva    | CD Palestino            | 14   |
| 3    | Manuel Neira       | CSD Colo-Colo           | 13   |
|      | Juan Quiroga       | CD Cobresal             | 13   |
| 5    | Joel Estay         | CD Palestino            | 11   |
|      | Héctor Mancilla    | CD Huachipato           | 11   |
|      | Diego Rivarola     | CF Universidad de Chile | 11   |